# Stazione di Hove
La stazione di Hove (denominata inizialmente Cliftonville, poi West Brighton, prima di essere rinominato Hove e West Brighton fino al 1895, quando ha assunto l'attuale denominazione), è una stazione ferroviaria posta a servizio di Hove, parte della Città di Brighton & Hove (nell'East Sussex). Sorge lungo la linea Brighton-Southampton e, da qui, si dipana una diramazione che collega alla linea Londra-Brighton.

## Storia
La stazione ferroviaria originale di Hove, situata più a est, fu inaugurata l'11 maggio 1840 dalla società London & Brighton Railway, sulla linea da Brighton a Shoreham-by-Sea, su progetto dell'architetto David Mocatta. Chiuse il 1º marzo 1880 e il sito divenne parte del deposito merci di Holland Road.
Nel 1905, a breve distanza a ovest, fu aperta anche una fermata in legno denominata Holland Road Halt, servita dai treni locali diretti a Worthing e sulla diramazione per Devil's Dyke. Questo scalo fu chiuso nel 1956 e oggi non rimane traccia delle sue banchine.

## Strutture ed impianti
La stazione è gestita da Southern.
L'edificio originale della stazione, risalente all'apertura della stazione nel 1865, si trova sul lato sud della linea e a est dell'attuale biglietteria e atrio, separato da questo da un lungo ponte pedonale (un diritto di passaggio pubblico) che collega le strade residenziali di Goldstone Villas e Hove Park Villas. Il tratto di strada su cui sorge l'edificio originale si chiama Station Approach. Lo stile è molto simile a quello degli edifici ancora in uso nelle stazioni di West Worthing, Shoreham-by-Sea, Portslade e London Road, nonché a quello della stazione (ora soppressa) di Kemp Town. Questo fabbricato attualmente è a uso commerciale.
Nel 1893, in concomitanza con la prima ridenominazione, fu costruito un nuovo fabbricato passeggeri più a ovest.
Questo contiene l'attuale biglietteria e altri servizi della stazione. All'esterno si trova un grande portico in acciaio e vetro che protegge la stazione dei taxi, il piazzale e l'area d'ingresso.
La stazione è attraversata da tre binari, numerati da nord a sud, serviti da banchine: la banchina che serve i binari 1 e 2 e a isola possono essere (e sono) utilizzati per qualsiasi combinazione di arrivo o partenza, mentre il binario 3 (dove si trovano l'ingresso principale, le biglietterie e l'edicola) non può essere utilizzato per i treni transitanti sulla Brighton-Southampton in direzione est o per quelli diretti verso Londra.

La banchina a isola è raggiungibile con un sottopassaggio: l'accesso dalla passerella tra il vecchio e il nuovo edificio non è più possibile, poiché le scale che ne derivano sono bloccate e fuori uso. Questo binario ha un edificio modesto che comprende una caffetteria, alloggi per il personale e una sala d'attesa, con un blocco di servizi igienici separato.
Un'ampia tettoia corre per la maggior parte della lunghezza della banchina.

## Movimento
Tutti i servizi a Hove sono gestiti da Southern.
Durante le ore di punta, la stazione è servita da un piccolo numero di treni tra Brighton e Littlehampton, nonché da un unico servizio di punta al giorno tra London Bridge e Littlehampton.
Fino a maggio 2022, Great Western Railway ha operato servizi limitati tra Brighton, Portsmouth Darsena e Bristol Temple Meads, con fermata intermedia a Hove.
La stazione ha fatto parte della rete Thameslink quando esistevano servizi di punta tra Littlehampton e Bedford, fino a gennaio 2023. Questi servizi sono stati ridotti a London Bridge nel gennaio 2023, prima che il servizio passasse alla Southern nel maggio 2023.

## Servizi
La stazione dispone di:
- Accessibilità per portatori di handicap
- Biglietteria automatica
- Biglietteria a sportello
- Bar
- Servizi igienici

## Interscambi
Nelle vicinanze della stazione effettuano fermata alcune linee automobilistiche urbane, gestite dalla società Brighton & Hove, sussidiaria del Gruppo Go-Ahead.
- Fermata autobus
- Stazione taxi